# 小行星3676
小行星3676（英語：3676 Hahn）是一颗围绕太阳公转的小行星。1984年4月3日，愛德華·鮑威爾在可可尼诺县发现了此天体。
这颗小行星的绝对星等为234.2086148945742等。